# Рудка (Дубенський район)
Ру́дка — село в Україні, у Демидівській селищній громаді Дубенського району Рівненської області. Населення становить 419 осіб.

## Назва
Писемних повідомлень про села і його перших жителів нема. Згідно переказів першими жителями села були рибалки. Вони заснували поселения над річкою, яку називали тоді Рудкою. Відповідно поселенців почали називати Рудками. Є в сучасній Рудці люди, які, носять прізвище Рудько.

## Історія

### Археологічні знахідки
Перша згадка про село Рудка як маєток Василя Рудецького датована 1545 роком: село згадується в акті опису Луцького замку. В 17 столітті поміщики Рудецъкі побудували в селі замок на пагорбі, оточеному з двох сторін болотом. Війни, плин часу зруйнували замок. На поверхні ніяких залишків замку нема. Люди на місці колишнього замку викопують доброякісну цеглу. А «Замок» збереглася в назві вулиці в західній частині Рудки. За переказами і розповідями старожилів Рудки під землею, на місці колишнього замку, знаходяться підземні ходи.
15-18 вересня 1621 року відбувся напад татарської орди, постраждало село Рудка, кілька десятків забрали в неволю.

### Російський період

Рудка на польській карті 1926 року

Наприкінці 18 століття волинське село Рудка стало частиною Російської імперії. На неї поширилися і законодавство Росії, і кріпацтво.
Скасування кріпацтва згідно царського Маніфесту від 19 лютого 1861 року корінним чином змінилося життя мещканців Рудки. Селяни одержали землю в особисте користування. На північній околиці села з’явився хутор "Бірок", де жили переважно заможні селяни. Назва вулиці "Бірок" зберігаеться і тепер.
7 (20) листопада 1917 року, відповідно до Третього Універсалу Української Центральної Ради, увійшло до складу Української Народної Республіки.

### Незалежна Україна
12 червня 2020 року, відповідно до розпорядження Кабінету Міністрів України № 722-р від «Про визначення адміністративних центрів та затвердження територій територіальних громад Рівненської області», увійшло до складу Демидівської селищної громади Демидівського району.
19 липня 2020 року, в результаті адміністративно-територіальної реформи та ліквідації Демидівського району, село увійшло до складу Дубенського району.

## Населення
За переписом населення України 2001 року в селі мешкали 483 особи.

### Мова
Розподіл населення за рідною мовою за даними перепису 2001 року:
| Мова       | Відсоток |
| ---------- | -------- |
| українська | 99,18 %  |
| молдовська | 0,41 %   |
| російська  | 0,41 %   |

## Транспорт
Є регулярне автобусне сполучення з районним та обласним центрами, курсує маршрутне таксі "Ільпибоки - Рівне". Поблизу школи розміщена автобусна зупинка.

## Релігія
На правому узбіччі шосе Демидівка-Рудка, при в'їзді в село, стоїть церква Святої Параскеви – духовна святиня жителів Рудки. Церква, як засвідчують архівні документи, була побудована в селі 1771 року поміщиком Йосипом Стрільницьким з започаткованої фундації Юзефа Стжельніцького. В дворі якому перед війною було до 10 тисяч томів книг. Пізніше все це було старовинною цінністю Рудецьких по замку, які залишили сліди по болотах у Рудці, потім Стжельніцьких та Воланських. 
Церква дерев’яна з дерев’яною дзвіницею. На початок 20 століття до церкви було приписане с. Ільпибоки. Число прихожан – 737. При церкві була чотирикласна церковноприходська школа. Церква збереглася в роки революції 1917-1920 рр., а також в роки Німецько-радянської війни 1941-1945 рр. За роки свого існування церква зазнала багато змін та перебудов. Велика перебудова церкви була здійснена в 1893 р. під керівництвом інженера Григор’єва. В післявоєнні роки церква пережила ще декілька реставрацій, проте залишилася дерев’яною.
Другою святинею села, крім церкви, є Свята Фігура Божої Матері, як її називали в селі до 1986 року. Цього року святиню знищили. 1990 року на місці знищеної святині з’явився новий обеліск, поставлений місцевим жителем Хоміцьким Мефодієм, з новою іконою Божої Матері.
В історії появи цієї святині в селі поєднуються справжні історичні факти і події та легенди. Згідно розповідей старожилів села і місцевих легенд наприкінці 40-х років 19 століття Рудка була вражена епідемією чуми. Чума косила всіх, особливо дітей. Люди не бачили спасіння на Землі і звернулися до Бога, Богоматері. Ініціативу проявила місцева поміщиця. Сільська громада вирішила поставити в селі біля криниці з цілющою водою Фігуру Божої Матері. Фігура Божої Матері була поставлена 1849 року Адамом Волянським – далеким предком поміщиків Рудецьких, які заснували в селі парк, побудували в ньому палац, який після втечі поміщиків в 30-ті роки 20 століття був переобладнаний на школу. Фігуру Божої Матері доставили з Почаївської Лаври. Люди всю дорогу несли її пішки. Як тільки святиня з'явилася в селі, чуми не стало. Це святе місце оберігало жителів села від хвороб, стихійних лих. Тут відбувалися богослужіння. На Водохреща біля криниці святили воду.
1990 року святиня відродилася. 2001 році відбудували і криницю біля обеліска, яка була зруйнована ще задовго до знищення святині 1986 року. Криницю освятили і передали в розпорядження Рудківської сільської ради.
В жовтні 2003 року під час хресного ходу в Рудці з іконою Божої Матері – цілительки, доставленої з Афону було освячено ікону Божої Матері на обеліску та криницю біля неї.

## Відомі люди
- Чечелюк Володимир Михайлович (1970 — 21.06.2025) — учасник російсько-української війни, сержант Збройних Сил України, кулеметник. Народився у сусідньому селі Лішня. Помер у Дніпропетровській області, похований на місцевому кладовищі[7][8].
- Артемчук Катерина Олександрівна — майстер української вишивки.
- Трачук Оксана Омелянівна — новатор виробництва, робітниця швейного цеху Дубенської трикотажної фабрики Рівненської області. Депутат Верховної Ради УРСР 5-го скликання.
- Григорій Кравчук — сільський учитель села Рудка. Під час Другої світової війни пішов до повстанського загону, брав участь у великому бою з нацистами під Кременцем. Згодом — у Гурбенській битві з військами НКВС. Після повернення — очолив повстанську сотню. У 44-му його намагалися завербувати у псевдо УПА. Переговори вів перевертень на прізвисько Співак. Кравчук від участі у каральних акціях відмовився, після чого його закатували.